# Polygona jucunda
Polygona jucunda is een slakkensoort uit de familie van de Fasciolariidae. De wetenschappelijke naam van de soort is voor het eerst geldig gepubliceerd in 1940 door McGinty.